# هایلبرشاید
هایلبرشاید (به آلمانی: Heilberscheid) یک شهر در آلمان است که در وستروالدکرایس واقع شده‌است.